# Oskar Fischel
Oskar Fischel (* 10. Juli 1870 in Danzig; † 27. Juni 1939 in London) war ein deutscher Kunsthistoriker.

## Leben
Oskar Fischel studierte Kunstgeschichte in Königsberg und bei Georg Dehio in Straßburg, wo er 1896 mit einer Dissertation über Raphaels Zeichnungen promovierte. 1900/01 bearbeitete er die Kupferstichsammlung des Wallraf-Richartz-Museums in Köln, später die Bestände der Lipperheideschen Kostümbibliothek in Berlin. 1914 habilitierte er sich mit einer Studie über Die bildende Kunst und die Bühne an der Berliner Universität und wurde 1923 zum außerordentlichen Professor für Kunstgeschichte ernannt. Parallel war er als Lehrer für Kunstgeschichte an der Staatlichen Kunstschule ab 1920 tätig. Diese Stellung verlor er wie seine außerordentliche Professur im Zuge der NS-Machtübernahme im Frühjahr 1933. 
Die genannten Themen markieren die Spannweite seiner Interessen: zur kunsthistorischen Forschung mit dem Schwerpunkt Raffael gesellte sich eine ebenso intensive Betätigung im Bereich der Theaterwissenschaften. Eine didaktische Neuerung waren die von Fischel in Berlin eingeführten Übungen vor Originalen im Kaiser-Friedrich-Museum als Ergänzung zu den Vorlesungen an der Universität. Daneben lehrte er auch an der Staatlichen Kunstschule und an der Schauspielschule von Max Reinhardt. Seine pädagogischen und rhetorischen Fähigkeiten kamen bei öffentlichen Vorträgen und im Rundfunk zur Geltung. Aus der engen Beziehung zu den Bühnenkünsten erwuchs der Plan zur Gründung eines Theatermuseums in Berlin. Fischel konnte dieses Vorhaben selbst nicht realisieren, doch trugen seine Ideen maßgeblich zur Deutschen Theaterausstellung 1927 in Magdeburg bei. Auch mit den künstlerischen und volksbildnerischen Möglichkeiten des Films setzte er sich auseinander. Seine kunstwissenschaftlich gewichtigste Leistung aber sind die grundlegenden Erkenntnisse über Raffael, die er in zahlreichen Abhandlungen brillant formulierte. Zu seinen Schülern gehörte der Maler Erwin Bowien (1899–1972), der in seiner Autobiographie auf seinen Lehrer eingeht. Beide Männer sollten sich ein letztes Mal im Exil in Holland treffen, als Oskar Fischel auf der Flucht vor dem nationalsozialistischen Regime, auf seinem Weg nach England in der Gegend von Alkmaar Halt machte. Oskar Fischel starb in London.

## Schriften (Auswahl)
- Ludwig von Hofmann, Bielefeld 1903.
- Tizian, Stuttgart 1904; 5. Aufl. 1924.
- Die Meisterwerke des Kaiser-Friedrich-Museums zu Berlin, München 1912.
- Raphaels Zeichnungen, 8 Bde., Berlin 1913–41.
- Das moderne Bühnenbild, 1923.
- Chronisten der Mode. Mensch und Kleidung in Bildern aus drei Jahrtausenden, 1923.
- Raphael, 2 Bde., London 1948.
- Raphael, Berlin 1962.